# 미쓰케역
미쓰케역(일본어: 見附駅)은 일본 니가타현 미쓰케시에 있는, 동일본 여객철도의 철도역이다. 신에쓰 본선이 지나간다.
미쓰케 시의 대표역으로, 특급 《호쿠에쓰》, 쾌속 《구비키노》 등이 필수 정차한다.

## 역 구조
쌍단식 2면 2선 구조의 지상역이다. 양쪽 승강장은 엘리베이터가 갖추어진 과선교로 이어져 있다.
동일본 여객철도 직영역으로, 오전 6시 15분부터 오후 8시까지 역사의 초록 창구를 영업한다. 자동발권기, 자동판매기, 화장실 등이 갖추어져 있으며, 자동개찰기에서는 스이카 및 제휴 교통카드의 사용이 가능하다.

### 승강장
| 1 | ■ 신에쓰 본선 | 나가오카 · 가시와자키 · 나오에쓰 방면 |
| 2 | ■ 신에쓰 본선 | 히가시산조 · 니쓰 · 니가타 방면       |

## 역세권 정보
- 미쓰케에키마에 우체국

## 역사
- 1898년 6월 16일 - 호쿠에쓰 철도가 이치노키도 역 (지금의 히가시산조 역)에서 나가오카 역까지 철도를 개통할 때 동시에 개업했다.
- 1907년 8월 1일 - 국유화에 따라 일본국유철도의 소속이 되었다.
- 1987년 4월 1일 - 민영화에 따라 동일본 여객철도의 소속이 되었다.
- 2008년 3월 15일 - 스이카의 사용이 가능해졌다.

## 인접역
| 동일본 여객철도 신에쓰 본선 | 동일본 여객철도 신에쓰 본선 | 동일본 여객철도 신에쓰 본선 |
| --------------------------- | --------------------------- | --------------------------- |
| 나가오카 나오에쓰 방면      | ■ 쾌속                      | 히가시산조 니가타 방면      |
| 동일본 여객철도 신에쓰 본선 |                             |                             |
| 오시키리 나오에쓰 방면      | ■ 보통                      | 오비오리 니가타 방면        |